# Clarias cataractus
Clarias cataractus és una espècie de peix de la família dels clàrids i de l'ordre dels siluriformes.

## Distribució geogràfica
Es troba a la península de Malaca.